# 曹晓风
曹晓风（1965年5月—），女，北京人，中国植物表观遗传学家，中国科学院遗传与发育生物学研究所研究员，中国科学院生命科学和医学学部院士。

## 生平
1988年毕业于北京大学，1991年取得中国农业大学硕士学位，1997年取得北京大学博士学位。2015年当选中国科学院院士。2016年11月，当选发展中国家科学院院士。2018年1月，当选第十三届全国政协委员。